# Ernst Künz
Ernst Künz est un footballeur autrichien né le 23 février 1912, et décédé le 21 août 1944. Il évoluait au poste de défenseur.

## Carrière
Il participe avec la sélection olympique autrichienne aux Jeux olympiques de Berlin en 1936. Lors du tournoi olympique, il joue quatre matchs : contre l'Égypte, le Pérou, la Pologne et enfin l'Italie. La sélection autrichienne remporte la médaille d'argent.
En club, il joue en faveur du FC Lustenau

## Palmarès
- Médaillé d'argent lors des Jeux olympiques de 1936 avec l'équipe d'Autriche